# کوهلتون شولتز
کوهلتون شولتز (به انگلیسی: Cohlton Schultz،  زادهٔ ۲۷ سپتامبر ۲۰۰۰) یک کشتی‌گیر فرنگی‌کار اهل کشور آمریکا است.